# Katajanokka
Katajanokka (en sueco: Skatudden) es un distrito de Helsinki, capital de Finlandia, que en el año 2005 contaba con alrededor de 4000 habitantes.  El distrito se encuentra ubicado al lado del centro de la ciudad, si bien en el primer plan general urbanístico del mediados del siglo XVIII el área quedaba fuera de las murallas de la ciudad.  

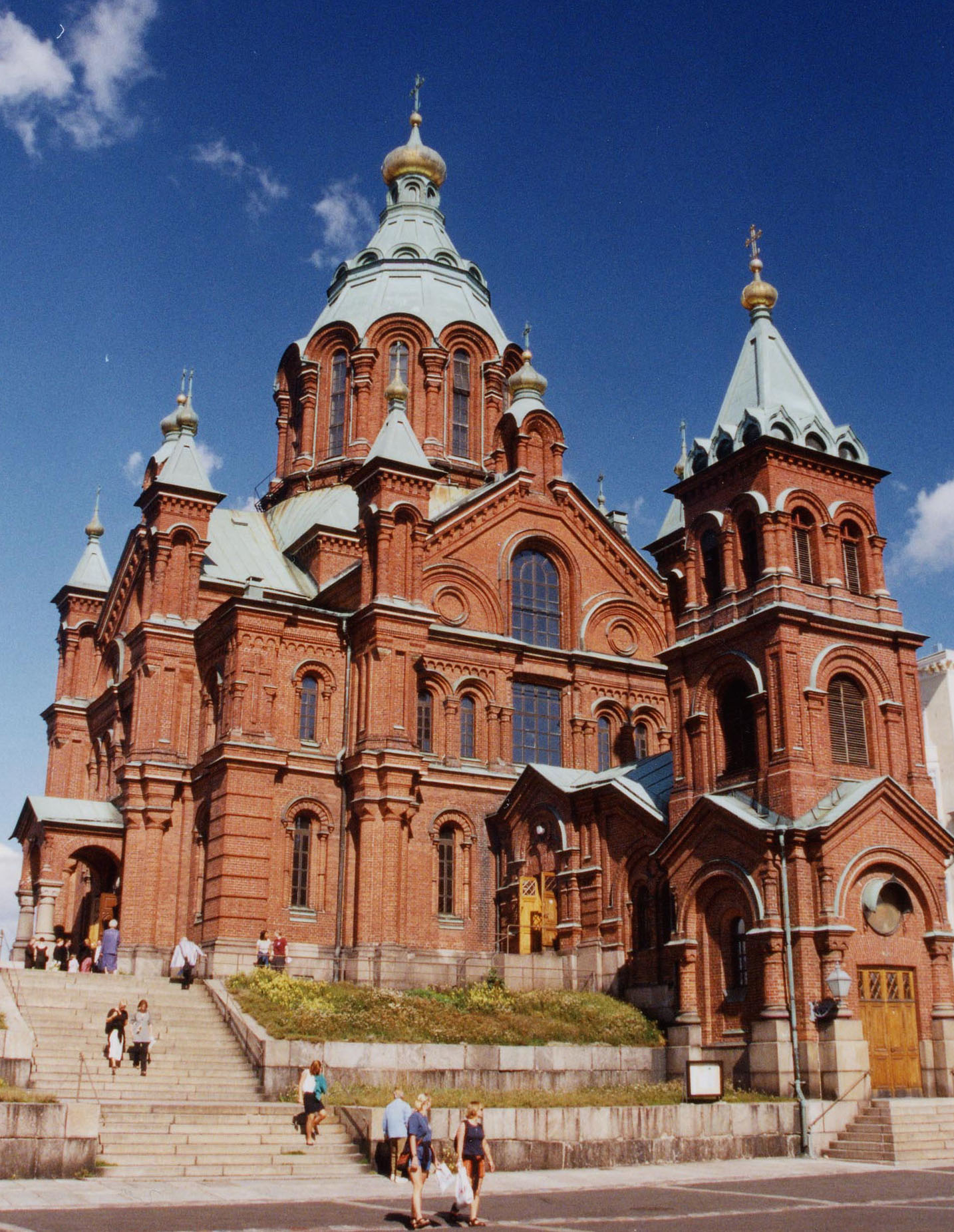
Catedral de Uspenski

El puerto de pasaje domina a la parte del sur de Katajanokka, sirviendo de punto de partida a los grandes barcos cruceros que realizan viajes a ciudades como Tallin, Estocolmo o Rostock.  El resto del distrito alberga bloques de pisos y una serie de parques pequeños.  La parte de oeste de Katajanokka es un caso ejemplar de la arquitectura del modernismo de los principios del siglo XX, que hasta el mediados del mismo siglo seguía siendo un área de casas de madera.  La parte oriental, por su parte, fue en su origen una cerrada área militar, que a la postre fue ocupada por un astillero.  En los años 70 y 80 del siglo anterior fue remodelada para convertirla en una zona residencial que se conoce también como "Lado Nuevo" de Katajanokka.  Esta área es considerada como un excepcional ejemplo del moderno planeamiento urbanístico.  
Entre los monumentos arquitectónicos más destacados se incluyen, entre otros, la Catedral de Uspenski (es la catedral ortodoxa más grande de la Europa Occidental), el edificio de Grand Marina (Lars Sonck), el complejo Merikasarmi del Ministerio de Asuntos Exteriores (Carl Ludvig Engel) y la sede de la empresa Stora Enso en Finlandia (Alvar Aalto).  Por otro lado, también merece ser mencionado el edificio de la antigua prisión, que se ha transformado en un hotel en mayo de 2007. 
Asimismo, es de destacar la presencia de rompehielos en las playas de Katajanokka, que en la época invernal son los encargados de mantener navegables las aguas que bañan Helsinki.  Desde las mismas playas se abren magníficas vistas hacia el parque zoológico de Helsinki  Korkeasaari y la isla fortaleza Suomenlinna, siendo esta última uno de los sitios más emblemáticos de Helsinki y también Patrimonio de la Humanidad de la UNESCO.
- Datos: Q976443
- Multimedia: Katajanokka / Q976443